# Johann Peter Hasenclever
Johann Peter Hasenclever (Remscheid, 1810 – Düsseldorf, 1853) è stato un pittore tedesco noto soprattutto per la sua pittura di genere.

## Biografia
Studiò con Friedrich Wilhelm Schadow, alla Kunstakademie Düsseldorf e poi si trasferì, per un certo tempo, a Monaco di Baviera e poi viaggiò in Italia. Dopo il 1842 si stabilì definitivamente a Düsseldorf.

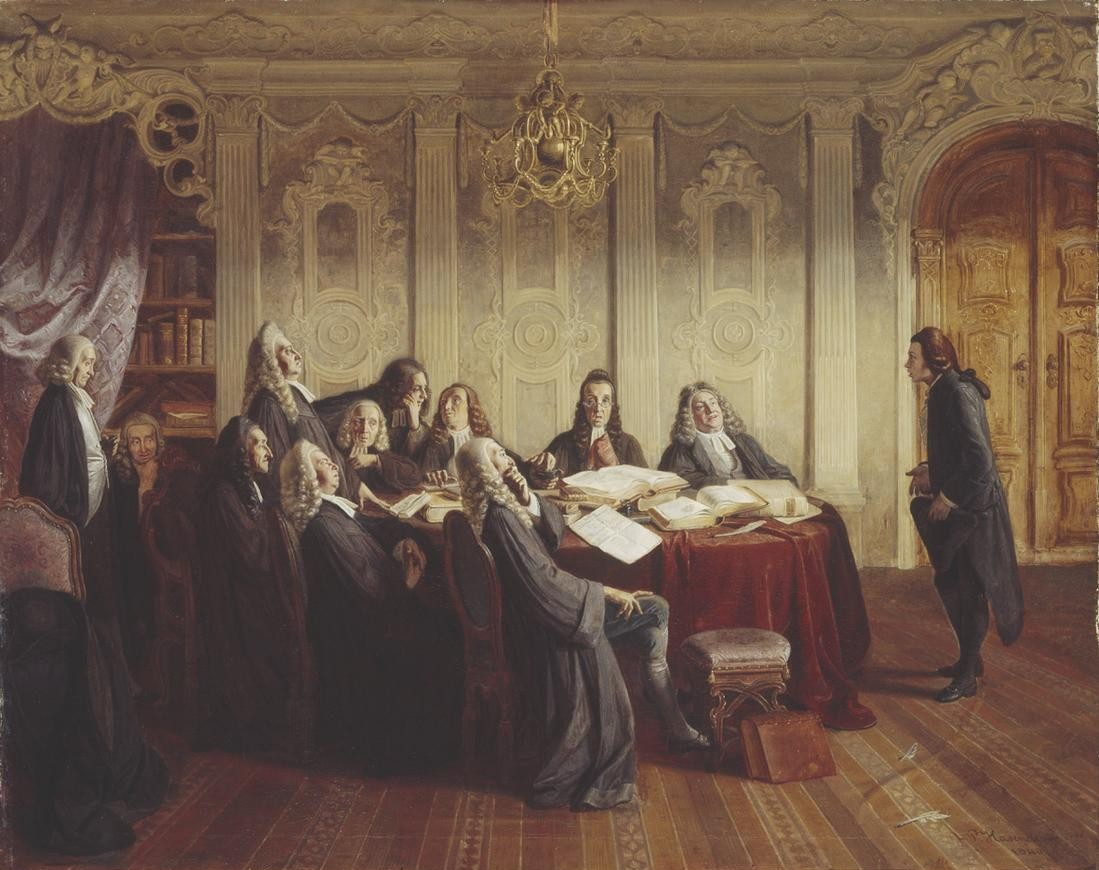
Hieronymus Jobs im Examen, 1840

## Opere
I suoi dipinti sono solitamente soggetti di genere umoristico, come ad esempio Una lite familiare (1837, New Pinakothek, Munich); Assaggiatori di vino e Sala di lettura (1843, entrambi esposti nella National Gallery, Berlino). 
Eseguì una serie di scene da Jobsiade di Carl Arnold Kortum, comprendenti Hieronymus Jobs im Examen (L'esame) (1840, New Pinakothek, Munich); La scuola (1846, Ravené Gallery, Berlin) e Jobs as night watchman (1852, Ravené Gallery, Berlin). Il suo Tavolo da gioco è la sua opera più importante di genere serio. Sua anche un buon ritrattista.